# Temporada 1973-1974 del FC Barcelona
Les dades més destacades de la temporada 1973-1974 del Futbol Club Barcelona són les següents:

## 1974

### Març
- 17 de febrer - El Barça guanya 0-5 a l'Estadi Santiago Bernabéu[1]
- 24 març - 27a. jornada de Lliga. Athletic Club i Barça empaten sense gols (0-0) a San Mamés. Villar és expulsat per agredir sense pilota a Cruyff. Els blaugrana mantenen el lideratge a nou punts de l'Atletico de Madrid i el Reial Saragossa.

## Classificació
- Lliga: Campió

## Plantilla[2][3]
| Porters - Salvador Sadurní - Pere Valentí Mora - Joan Capó | Defenses - Jesús Antonio de la Cruz - Joaquim Rifé - Enrique Álvarez Costas - Antoni Torres - Gallego - Manuel Tomé - José María Laredo - Miguel Bernardo Migueli | Centrecampistes - Juan Manuel Asensi - Juan Carlos Pérez - Marcial Pina - Jordi Carreño - Pedro María Zabalza - Narcís Martí Filosia | Davanters - Hugo Cholo Sotil - Carles Rexach - Johann Cruyff - Juan Díaz Juanito - Bernardo Cos - José Antonio Barrios - Josep Maria Pérez - Lluís Pujol - Pedro Aicart - Manolo Clares - Rusky |

### Golejadors a la Lliga
- Marcial Pina: 17 gols
- Johan Cruijff: 16 gols
- Juan Manuel Asensi i Hugo Sotil: 11 gols
- Carles Rexach: 9 gols
- Josep Maria Pérez: 7 gols
- Francisco Gallego: 2 gols
- Jesús Antonio de la Cruz i Sánchez : 1 gol

## Resultats
| PARTITS |
| --- |
| 25-07-73. AMISTÓS GRANOLLERS-BARCELONA 0-4 04-08-73. AMISTÓS FORTUNA DUSSELDORF-BARCELONA 3-3 05-08-73. AMISTÓS BAESWEILLER-BARCELONA 2-4 07-08-73. AMISTÓS PSV EINDHOVEN-BARCELONA 1-0 09-08-73. AMISTÓS VAASSEN FSC-BARCELONA 0-6 12-08-73. AMISTÓS ROYAL AMBERS-BARCELONA 0-2 15-08-73. AMISTÓS ROTTERDAM-BARCELONA 2-0 21-08-73 . "JOAN GAMPER" BARCELONA-LIMA 5-0 22-08-73 . "JOAN GAMPER" BARCELONA-BORUSSIA M. 2-2 /5-3/ penals 29-08-73. AMISTÓS EUROPA-BARCELONA 1-6 02-09-73. LLIGA ELCHE-BARCELONA 1-0 05-09-73. AMISTÓS BARCELONA-CERCLE BRUJAS 6-0 09-09-73. LLIGA BARCELONA-RACING SANTANDER 0-0 16-09-73. LLIGA CELTA VIGO-BARCELONA 2-1 19-09-73. UEFA NIZA-BARCELONA 3-0 23-09-73. LLIGA BARCELONA-ESPANYOL 3-0 26-09-73. AMISTÓS BARCELONA-KICKERS OFF. 2-0 30-09-73. LLIGA REAL SOCIEDAD-BARCELONA 2-1 03-10-73. UEFA BARCELONA-NIZA 2-0 07-10-73. LLIGA BARCELONA-REAL MADRID 0-0 12-10-73. LLIGA CASTELLON-BARCELONA 0-2 16-10-73. AMISTÓS BARCELONA-ARSENAL 1-0 20-10-73. AMISTÓS OURENSE-BARCELONA 1-3 28-10-73. LLIGA BARCELONA-GRANADA 4-0 01-11-73. AMISTÓS GIRONA-BARCELONA 0-5 04-11-73. LLIGA MURCIA-BARCELONA 2-2 11-11-73. LLIGA BARCELONA-ATHLETIC BILBAO 2-0 18-11-73. LLIGA ZARAGOZA-BARCELONA 2-2 25-11-73. AMISTÓS LLEIDA-BARCELONA 1-5 02-12-73. LLIGA BARCELONA-SPORTING GIJON 5-1 09-12-73. LLIGA BARCELONA-MALAGA 4-0 16-12-73. LLIGA OVIEDO-BARCELONA 1-3 22-12-73. LLIGA BARCELONA-ATLETICO MADRID 2-1 30-12-73. LLIGA VALENCIA-BARCELONA 0-2 06-01-74. LLIGA BARCELONA-LAS PALMAS 3-0 13-01-74. LLIGA BARCELONA-ELCHE 2-0 20-01-74. LLIGA RACING SANTANDER-BARCELONA 1-3 27-01-74. LLIGA BARCELONA-CELTA 5-2 03-02-74. LLIGA ESPANYOL-BARCELONA 0-0 10-02-74. AMISTÓS BARCELONA-LEGIA VARSOVIA 1-1 17-02-74. LLIGA REAL MADRID-BARCELONA 0-5 21-02-74. AMISTÓS MANRESA-BARCELONA 1-3 27-02-74. LLIGA BARCELONA-REAL SOCIEDAD 4-1 03-03-74. LLIGA BARCELONA-CASTELLON 5-0 10-03-74. LLIGA GRANADA-BARCELONA 1-1 12-03-74. AMISTÓS ARSENAL-BARCELONA 1-3 17-03-74. LLIGA BARCELONA-MURCIA 1-0 24-03-74. LLIGA ATHLETIC BILBAO-BARCELONA 0-0 31-03-74. LLIGA BARCELONA-ZARAGOZA 2-0 07-04-74. LLIGA SPORTING DE GIJON-BARCELONA 2-4 14-04-74. LLIGA MALAGA-BARCELONA 0-0 21-04-74. LLIGA BARCELONA-OVIEDO 6-2 23-04-74. AMISTÓS ANDERLECHT-BARCELONA 1-1 28-04-74. LLIGA ATLETICO MADRID-BARCELONA 2-0 01-05-74. AMISTÓS W.A.C.-BARCELONA 1-3 05-05-74. LLIGA BARCELONA-VALENCIA 1-0 08-05-74. AMISTÓS GIMNASTIC-BARCELONA 0-3 11-05-74. LLIGA LAS PALMAS-BARCELONA 1-0 13-05-74. AMISTÓS BARCELONA-HERTHA BELIN 5-3 19-05-74. AMISTÓS EINDHOVEN-BARCELONA 2-1 26-05-74. COPA GENERALISIMO OVIEDO-BARCELONA 2-3 03-06-74. COPA GENERALISIMO BARCELONA-OVIEDO 4-1 08-06-74. COPA GENERALISIMO ESPANYOL-BARCELONA 1-1 12-06-74. COPA GENERALISIMO BARCELONA-ESPANYOL 2-0 16-06-74. COPA GENERALISIMO BARCELONA-ATLETICO MADRID 1-1 24-06-74. COPA GENERALISIMO ATLETICO MADRID-BARCELONA 1-2 29-06-74. COPA GENERALISIMO REAL MADRID-BARCELONA 4-0 |